# Broj 1 domaći singlovi 2010. (Hrvatska)
Popis broj 1 domaćih singlova u 2010. godini u Hrvatskoj.

## Popis
| Datum        | Zabavna/narodna glazba | Zabavna/narodna glazba         | Pop-rock/urbana glazba | Pop-rock/urbana glazba             | Izvori        |
| Datum        | Izvođač                | Skladba                        | Izvođač                | Skladba                            | Izvori        |
| ------------ | ---------------------- | ------------------------------ | ---------------------- | ---------------------------------- | ------------- |
| 10. siječnja | Zlatko Pejaković       | "Siromah sam, nije me sramota" | Franka Batelić         | "Moje najdraže"                    | [ 1 ] [ 2 ]   |
| 17. siječnja | Zlatko Pejaković       | "Siromah sam, nije me sramota" | Franka Batelić         | "Moje najdraže"                    | [ 3 ] [ 4 ]   |
| 24. siječnja | Zlatko Pejaković       | "Siromah sam, nije me sramota" | Franka Batelić         | "Moje najdraže"                    | [ 5 ] [ 6 ]   |
| 31. siječnja | Zlatko Pejaković       | "Siromah sam, nije me sramota" | Franka Batelić         | "Moje najdraže"                    | [ 7 ] [ 8 ]   |
| 7. veljače   | Zlatko Pejaković       | "Siromah sam, nije me sramota" | Toše Proeski           | "Još uvijek sanjam da smo zajedno" | [ 9 ] [ 10 ]  |
| 14. veljače  | Zlatko Pejaković       | "Siromah sam, nije me sramota" | Toše Proeski           | "Još uvijek sanjam da smo zajedno" | [ 11 ] [ 12 ] |
| 21. veljače  | Zlatko Pejaković       | "Siromah sam, nije me sramota" | Toše Proeski           | "Još uvijek sanjam da smo zajedno" | [ 13 ] [ 14 ] |
| 28. veljače  | Zlatko Pejaković       | "Siromah sam, nije me sramota" | Toše Proeski           | "Još uvijek sanjam da smo zajedno" | [ 15 ] [ 16 ] |
| 7. ožujka    | Zlatko Pejaković       | "Siromah sam, nije me sramota" | Toše Proeski           | "Još uvijek sanjam da smo zajedno" | [ 17 ] [ 18 ] |
| 14. ožujka   | Zlatko Pejaković       | "Siromah sam, nije me sramota" | Toše Proeski           | "Još uvijek sanjam da smo zajedno" | [ 19 ] [ 20 ] |
| 21. ožujka   | Zlatko Pejaković       | "Siromah sam, nije me sramota" | Toše Proeski           | "Još uvijek sanjam da smo zajedno" | [ 21 ] [ 22 ] |
| 28. ožujka   | Zlatko Pejaković       | "Siromah sam, nije me sramota" | Toše Proeski           | "Još uvijek sanjam da smo zajedno" | [ 23 ] [ 24 ] |
| 4. travnja   | Zlatko Pejaković       | "Siromah sam, nije me sramota" | Toše Proeski           | "Još uvijek sanjam da smo zajedno" | [ 25 ] [ 26 ] |